# Karina Askarova
Karina Askarova (en russe : Карина Аскарова) est une ancienne joueuse de volley-ball russe née le 3 avril 1988. Elle mesure 1,84 m et joue au poste de réceptionneuse-attaquante. 

## Clubs
| Club                  | De        | À         |
| --------------------- | --------- | --------- |
| Avtodor-Metar         | 2003-2004 | 2005-2006 |
| Sparta Nijni Novgorod | 2006-2007 | 2013-2014 |